# Gyrocochlea austera
Gyrocochlea austera är en snäckart som först beskrevs av Hedley 1912.  Gyrocochlea austera ingår i släktet Gyrocochlea och familjen Charopidae. Inga underarter finns listade i Catalogue of Life.